# Джеймс Альберт Ное
Джеймс Альберт Ное-старший (англ. James Albert Noe, Sr.; 21 грудня 1890, округ Гаррісон, Індіана — 18 жовтня 1976, Х'юстон, Техас) — американський бізнесмен, політик, 43-й губернатор Луїзіани.

## Біографія
Джеймс Альберт Ное народився у невеликому містечку Еванс-Лендінг, округ Гаррісон, штат Індіана, у сім'ї Джона та Бель (уродженої Макрей) Ное. У дитинстві він також жив у районі Вест-Пойнта, штат Кентуккі. Освіту він отримав у державній школі свого рідного штату, проте, в 1971 йому було присвоєно звання почесного доктора права Луїзіанського університету в Монро.
Під час Першої світової війни Ное служив лейтенантом у 369-му піхотному полку армії США у Франції. Після служби в армії Ное повернувся до Луїзіани та зайнявся бізнесом. Він володів кількома плантаціями, радіостанцією, і навіть зробив успішну кар'єру в нафтовому бізнесі.
В 1932 Ное був обраний в Сенат Луїзіани і обіймав цю посаду протягом двох років. З 1934 по 1936 він був віце-губернатором Луїзіани. 28 січня 1936 помер губернатор Оскар Келлі Аллен, і Ное зайняв його посаду. На посаді губернатора він пробув трохи більше трьох місяців.
Після відставки 12 травня 1936 Ное був переобраний в Сенат штату, де служив до 1940. Він невдало балотувався на посаду губернатора в 1940 і 1959, а також був делегатом Національного з'їзду Демократичної партії в 1968 і заступником делегата в 1972.
7 травня 1922 року Ное одружився з Анною Грей Свині (1901—1972). Вони мали троє дітей: Гей Ное (нар. 1923), Джеймс Альберт «Джиммі» Ное-мл. (1928—2005) і Лінда Макрей Ное (нар. 1936). Джеймс Ное помер 18 жовтня 1976 року у Х'юстоні і був похований поруч із дружиною в Монро.